# 幡随院長兵衛

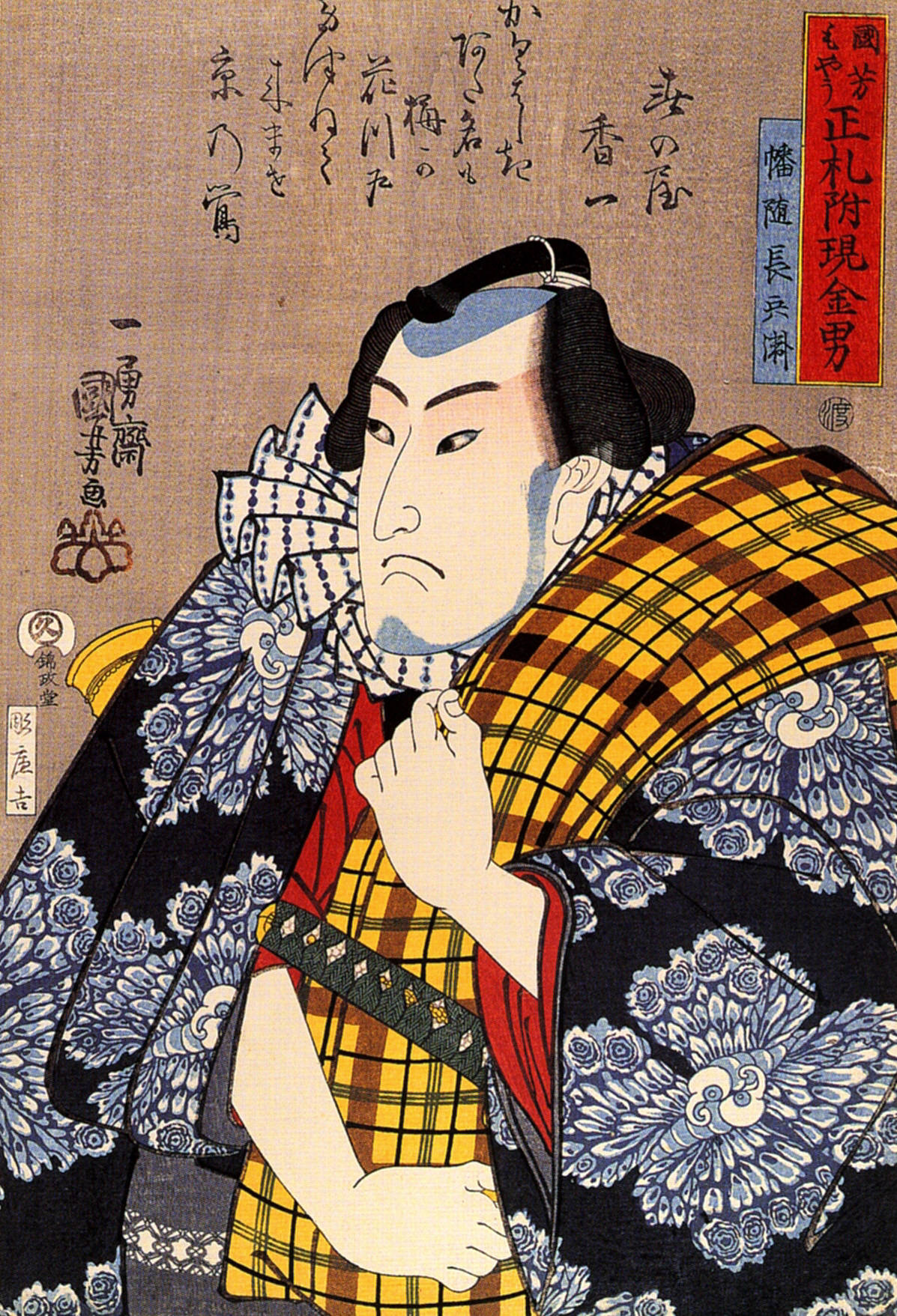
江戸時代後期に描かれた幡随院長兵衛のイメージ。歌川国芳「国芳もやう正札附現金男・幡随長兵衛」

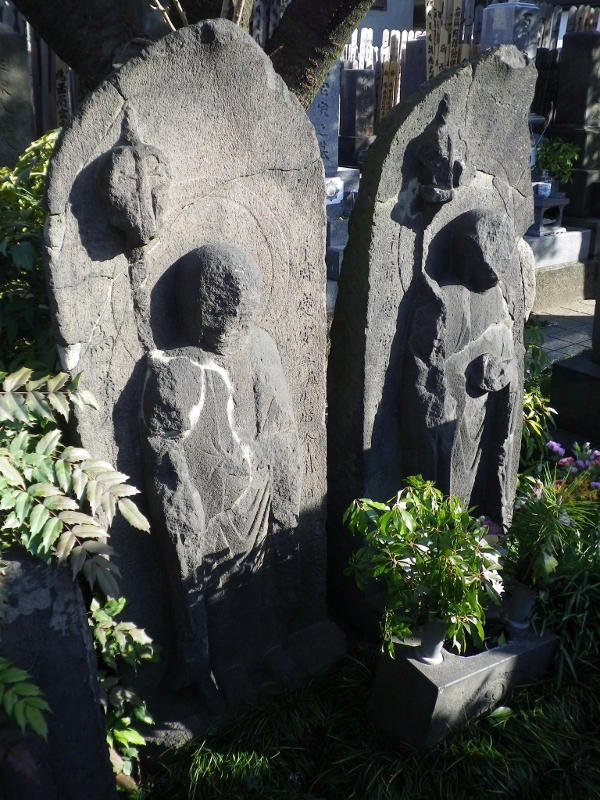
幡随院長兵衛夫妻の墓 （源空寺）

幡随院 長兵衛（ばんずいいん ちょうべえ、元和8年（1622年） - 慶安3年4月13日（1650年5月13日）あるいは、明暦3年7月18日（1657年8月27日）とも）は、江戸時代前期の町人。町奴の頭領で、日本の侠客の元祖ともいわれる。『極付幡随長兵衛』など歌舞伎や講談の題材となった。本名は塚本 伊太郎（つかもと いたろう）。妻は口入れ屋の娘・きん。

## 生涯
元和8年（1622年）、誕生。唐津藩の武士・塚本伊織の一子とされているが、滅亡した波多氏の旧家臣の子であるという説や、幡随院（京都の知恩院の末寺）の住職・向導の実弟または幡随院の門守の子という説もある。
父の死後、向導を頼って江戸に来て、浅草花川戸で口入れ屋を営んでいたとされる。旗本奴と男伊達を競いあう町奴の頭領として名を売るが、若い者の揉め事の手打ちを口実に、旗本奴の頭領・水野十郎左衛門（水野成之）に呼び出され殺害されたという。
没年月日は、『武江年表』やその墓碑によれば慶安3年4月13日（1650年5月13日）であるが、明暦3年7月18日（1657年8月27日）という説もある。享年36（満34-35歳没）。墓所は、東京都台東区東上野6丁目の源空寺。

## 登場する作品

### 映画
- 『大江戸五人男』1951年（昭和26年）、松竹30周年記念映画、監督：伊藤大輔、演：阪東妻三郎
- 『剣侠江戸紫（「花と龍・第1部」「花と龍・第2部」）』1954年（昭和29年）、新東宝創立7周年記念映画、演：大河内伝次郎
- 『命を賭ける男』1958年（昭和33年）、大映、監督：加戸敏、演：長谷川一夫
- 『花の幡随院』1959年（昭和34年）、松竹、演：八代目松本幸四郎
- 『旗本と幡随院 男の対決』1960年（昭和35年）、東映、演：若山富三郎
- 『花のお江戸の無責任』1964年、東宝、演：ハナ肇

### 小説
- 『男の系譜』（池波正太郎）
- 『侠客』（池波正太郎）- 史実とは異なり、本作に登場する長兵衛は父親の仇討ちのため唐津藩主・寺沢堅高を襲撃し、長兵衛と水野十郎左衛門は昵懇の間柄となっている。
- 『江戸一新』（門井慶喜）

### テレビドラマ
- 『幡随院長兵衛』1958年（昭和33年）5月 - 10月、日本テレビ。演：坂東好太郎。
- 『幡随院長兵衛お待ちなせえ』1974年（昭和49年）4月 - 10月、NET。演：平幹二朗。
- 『長七郎江戸日記スペシャル 第6弾「風雲!旗本奴と町奴」』1986年4月1日、日本テレビ。演：御木本伸介。
- 『寛永風雲録』1991年（平成3年）1月2日、日本テレビ。演：竜雷太。
- 『侠客・幡随院長兵衛』1995年（平成7年）10月6日、テレビ東京。演：村上弘明。池波正太郎の小説「侠客」のドラマ化。

### マンガ
- 『忍者と極道』 (近藤信輔)
- 『風雲児たち』 (みなもと太郎)
- 『侠客』（落合裕介） - 池波正太郎『侠客』の漫画化。